# U-745
L'U-745 era un U-Boot modello VIIC costruito per la Marina militare tedesca durante la seconda guerra mondiale.
L'U-745 è stato varato il 16 aprile 1943, sotto il comando di Wilhelm von Trotha, che rimarrà il suo comandante per l'intera durata del suo servizio. L'U-745 aveva un equipaggio di 45 uomini. Ha intrapreso quattro pattuglie durante il suo servizio affondando due unità navali sovietiche, la nave ausiliaria Antikajnen ed il dragamine Korall (ex Prezidentas Smetona della marina militare lituana).
Il 31 gennaio 1945, è stato perso con tutto l'equipaggio nel Golfo di Finlandia, probabilmente dopo aver colpito una mina tedesca. Il corpo di Wilhelm von Trotha è stato poi trovato vicino a Föglö, in Finlandia, dove fu sepolto tre giorni dopo. Non sono stati recuperati altri corpi. Diversamente dalla maggior parte degli U-Boot, che hanno sofferto perdite nel corso del servizio a causa d'incidenti o altre cause, l'U-745 non ha subito perdite fino al momento della sua scomparsa.
Il sottomarino, e la storia legata al suo ritrovamento nel Golfo di Finlandia da parte di un team di sommozzatori del paese baltico, sono stati protagonisti di un documentario in cui è possibile vederne lo stato attuale.